# Сангре-Гранде (город)
Сангре-Гранде (англ. Sangre Grande) — город и административный центр одноимённого региона на северо-востоке острова Тринидад в Тринидаде и Тобаго.

## История
Основан в 1770 году.

## Население
По данным на 9 января 2011 года в городе проживало 20710 человека: мужчин — 10306, женщин — 10404.
На 15 мая 2000 года население составляло 15870 человек.

## Инфраструктура
- «Сангре-Гранде Реджионал Комплекс» (англ. Sangre Grande Regional Complex) — мультиспортивный стадион вместимостью 7 тыс. человек. Преимущественно используется для футбольных матчей клубом «Норт-Ист Старз».

## Спорт
- «Норт-Ист Старз» — двукратный чемпион страны по футболу.